# Wereldkampioenschap floorball 2014
Het wereldkampioenschappen floorball van 2014 werd gehouden van 5 december tot en met 14 december in Göteborg (Zweden). Het was de 10e editie en Zweden won de titel door  Finland in de finale met 3-2 te verslaan.

## Deelnemende landen

### Divisie A
| - Zweden - Finland - Duitsland - Letland | - Zwitserland - Estland - Tsjechië - Noorwegen |

### Divisie B
| - Verenigde Staten - Slowakije - Japan - Zuid-Korea | - Rusland - Denemarken - Australië - Canada |

## Groepsfase

### Divisie A

#### Groep A
| Nr. | Land      | GW | Win | Gel | Ver | DV | DT | +/- | Pnt |
| --- | --------- | -- | --- | --- | --- | -- | -- | --- | --- |
| 1.  | Zweden    | 3  | 3   | 0   | 0   | 29 | 7  | +22 | 6   |
| 2.  | Finland   | 3  | 2   | 0   | 1   | 18 | 8  | +10 | 4   |
| 3.  | Letland   | 3  | 1   | 0   | 2   | 8  | 21 | -13 | 2   |
| 4.  | Duitsland | 3  | 0   | 0   | 3   | 8  | 27 | -19 | 0   |

| Datum      | Land    | Land      | Uitslag | Periode         |
| ---------- | ------- | --------- | ------- | --------------- |
| 6 december | Finland | Duitsland | 9 – 2   | (3–1, 2–0, 4–1) |
| 6 december | Zweden  | Letland   | 11 – 2  | (5–1, 6–1, 0–0) |
| 7 december | Finland | Letland   | 7 – 1   | (3–1, 1–0, 3–0) |
| 7 december | Zweden  | Duitsland | 13 – 3  | (3–1, 5–1, 5–1) |
| 8 december | Letland | Duitsland | 5 – 3   | (0–1, 3–1, 2–1) |
| 9 december | Zweden  | Finland   | 5 – 2   | (0–1, 2–1, 3–0) |

#### Groep B
| Nr. | Land        | GW | Win | Gel | Ver | DV | DT | +/- | Pnt |
| --- | ----------- | -- | --- | --- | --- | -- | -- | --- | --- |
| 1.  | Tsjechië    | 3  | 2   | 1   | 0   | 21 | 10 | +11 | 5   |
| 2.  | Zwitserland | 3  | 2   | 1   | 0   | 19 | 12 | +6  | 5   |
| 3.  | Noorwegen   | 3  | 1   | 0   | 2   | 17 | 19 | -2  | 2   |
| 4.  | Estland     | 3  | 0   | 0   | 3   | 7  | 23 | -16 | 0   |

| Datum      | Land        | Land      | Uitslag | Periode         |
| ---------- | ----------- | --------- | ------- | --------------- |
| 6 december | Tsjechië    | Noorwegen | 7 – 6   | (4–3, 1–0, 2–3) |
| 7 december | Zwitserland | Estland   | 7 – 3   | (3–0, 3–1, 1–2) |
| 8 december | Noorwegen   | Estland   | 4 – 2   | (3–0, 0–1, 1–1) |
| 8 december | Zwitserland | Tsjechië  | 2 – 2   | (2–1, 0–0, 0–1) |
| 9 december | Zwitserland | Noorwegen | 10 – 7  | (1–1, 5–4, 4–2) |
| 9 december | Tsjechië    | Estland   | 12 – 2  | (4–1, 3–1, 5–0) |

### Divisie B

#### Groep C
| Nr. | Land             | GW | Win | Gel | Ver | DV | DT | +/- | Pnt |
| --- | ---------------- | -- | --- | --- | --- | -- | -- | --- | --- |
| 1.  | Slowakije        | 3  | 3   | 0   | 0   | 28 | 8  | +20 | 6   |
| 2.  | Verenigde Staten | 3  | 2   | 0   | 1   | 23 | 7  | +16 | 4   |
| 3.  | Zuid-Korea       | 3  | 1   | 0   | 2   | 7  | 28 | -21 | 2   |
| 4.  | Japan            | 3  | 0   | 0   | 3   | 6  | 21 | -15 | 0   |

#### Groep D
| Nr. | Land       | GW | Win | Gel | Ver | DV | DT | +/- | Pnt |
| --- | ---------- | -- | --- | --- | --- | -- | -- | --- | --- |
| 1.  | Denemarken | 3  | 3   | 0   | 0   | 21 | 8  | +13 | 6   |
| 2.  | Canada     | 3  | 2   | 0   | 1   | 18 | 16 | +2  | 4   |
| 3.  | Australië  | 3  | 1   | 0   | 2   | 17 | 25 | -8  | 2   |
| 4.  | Rusland    | 3  | 0   | 0   | 3   | 18 | 25 | -7  | 0   |

### Rechtstreekse uitschakeling

#### Achtste finales
| Datum       | Land       | Land             | Uitslag | Periode              |
| ----------- | ---------- | ---------------- | ------- | -------------------- |
| 10 december | Noorwegen  | Verenigde Staten | 6 – 2   | (2–0, 1–0, 3-2)      |
| 10 december | Estland    | Slowakije        | 7 – 2   | (2–1, 2–1, 3–0)      |
| 10 december | Letland    | Canada           | 10 – 2  | (0–0, 4–1, 6–1)      |
| 10 december | Denemarken | Duitsland        | 4 – 3   | (1–1, 0–1, 2–1, 1-0) |

#### Kwartfinales
| Datum       | Land        | Land       | Uitslag | Periode         |
| ----------- | ----------- | ---------- | ------- | --------------- |
| 11 december | Finland     | Noorwegen  | 6 – 1   | (3–0, 0–0, 3-1) |
| 11 december | Zweden      | Estland    | 17 – 0  | (3–0, 6–0, 8–0) |
| 12 december | Tsjechië    | Denemarken | 5 – 1   | (1–0, 4–1, 0-0) |
| 12 december | Zwitserland | Letland    | 6 – 1   | (1–0, 2–0, 3–1) |

#### Halve finale
| Datum       | Land    | Land        | Uitslag | Periode         |
| ----------- | ------- | ----------- | ------- | --------------- |
| 13 december | Finland | Tsjechië    | 6 – 3   | (3–2, 1–1, 2-0) |
| 13 december | Zweden  | Zwitserland | 10 – 1  | (6–0, 3–1, 1–0) |

#### Derde plaats
| Datum       | Land     | Land        | Uitslag | Periode         |
| ----------- | -------- | ----------- | ------- | --------------- |
| 14 december | Tsjechië | Zwitserland | 4 – 3   | (0–2, 4–1, 0–0) |

#### Finale
| Datum       | Land   | Land    | Uitslag | Periode         |
| ----------- | ------ | ------- | ------- | --------------- |
| 14 december | Zweden | Finland | 3 – 2   | (0–2, 2–0, 1–0) |

### Eindrangschikking
| #      | Land             |
| ------ | ---------------- |
| Goud   | Zweden           |
| Zilver | Finland          |
| Brons  | Tsjechië         |
| 4      | Zwitserland      |
| 5      | Letland          |
| 6      | Noorwegen        |
| 7      | Denemarken       |
| 8      | Estland          |
| 9      | Duitsland        |
| 10     | Slowakije        |
| 11     | Verenigde Staten |
| 12     | Canada           |
| 13     | Rusland          |
| 14     | Australië        |
| 15     | Japan            |
| 16     | Zuid-Korea       |